# راجو ياداف
راجو ياداف هو سياسي هندي، ولد في 27 ديسمبر 1969. نشط حزبياً في سماجوادي.